# Team Bergstraße-Jenatec/Saison 2013
Dieser Artikel listet Erfolge und Fahrer des Radsportteams Bergstraße-Jenatec in der Saison 2013 auf.

## Mannschaft
| Name                 | Geburtsdatum      | Nationalität | Team 2012                      |
| -------------------- | ----------------- | ------------ | ------------------------------ |
| Hans Joachim Benning | 9. März 1992      | Deutschland  | Seven Stones (2011)            |
| Jonas Brinkmann      | 20. Juli 1992     | Deutschland  | Neoprofi                       |
| Fabian Bruno         | 10. April 1991    | Deutschland  | Team Heizomat                  |
| Mike Egger           | 26. Februar 1993  | Deutschland  | Team Specialized Concept Store |
| Marcel Fröse         | 5. Oktober 1992   | Deutschland  | Neoprofi                       |
| Christopher Hatz     | 21. Oktober 1991  | Deutschland  | Neoprofi                       |
| Michael Hümbert      | 6. Januar 1990    | Deutschland  | LKT Team Brandenburg           |
| Marius Jessenberger  | 12. März 1991     | Deutschland  | Team Heizomat                  |
| Arne Kenzler         | 22. April 1989    | Deutschland  | AKUD Rose (2008)               |
| Fabio Nappa          | 4. Februar 1992   | Deutschland  | Team Specialized Concept Store |
| Thomas Reichardt     | 15. November 1992 | Deutschland  | Neoprofi                       |
| Tim Reske            | 4. April 1994     | Deutschland  | Neoprofi                       |
| Tim Schlichenmaier   | 16. Mai 1991      | Deutschland  | Neoprofi                       |
| Stagiaires           | Stagiaires        | Nationalität | Nationalität                   |
| Erik Bothe           | Erik Bothe        | Deutschland  | Deutschland                    |